# Echinopora hirsutissima
Espèce
Statut CITES
Echinopora hirsutissima est une espèce de coraux appartenant à la famille des Merulinidae ou la famille Faviidae.